# طوطی‌نوک سرخاکستری
طوطی‌نوک سرخاکستری (نام علمی: Paradoxornis gularis) نام یک گونه از تیره سسکیان است.